# Aloe brachystachys
Aloe brachystachys es una especie del género Aloe, cuyo hábitat natural son zonas del este de África en Tanzania.

## Características
Es una planta pequeña de áloe que alcanza los 15-30 cm de altura.  Las hojas como todos los aloes se agrupan en densas rosetas, son de color verde, carnosas y con márgenes dentados. Las inflorescencias son simples en un tallo erecto que sale del centro de la roseta. Los racimos son cilíndricos con sus flores tubulares de color naranja.

## Hábitat
Crece en los bosques húmedos de montaña del lado empinado de un páramo en la parte superior. La colección fue recolectada en Udzwunga en la cara de acantilado con vistas al valle del río Ruaha.

## Taxonomía
Aloe brachystachys fue descrita por John Gilbert Baker y publicado en Botanical Magazine 121: t. 7399, en el año 1895.
Etimología
Ver: Aloe
brachystachys: epíteto latino  que significa «con espiga pequeña».
Sinonimia
- Aloe lastii Baker.
- Aloe schliebeni Lavranos.[6]